# NGC 1082
NGC 1082 est une galaxie lenticulaire relativement éloignée et située dans la constellation de l'Éridan. NGC 1082 a été découverte par l'astronome américain Lewis Swift en 1886.

## Caractéristiques
Sa vitesse par rapport au fond diffus cosmologique est de 8 652 ± 15 km/s, ce qui correspond à une distance de Hubble de 127,6 ± 8,9 Mpc (∼416 millions d'al).
À ce jour, deux mesures non basées sur le décalage vers le rouge (redshift) donnent une distance de 116,000 ± 15,556 Mpc (∼378 millions d'al), ce qui est à l'intérieur des valeurs de la distance de Hubble. Notons cependant que c'est avec la valeur moyenne des mesures indépendantes, lorsqu'elles existent, que la base de données NASA/IPAC calcule le diamètre d'une galaxie et qu'en conséquence le diamètre de NGC 1082 pourrait être d'environ 41,3 kpc (∼135 000 al) si on utilisait la distance de Hubble pour le calculer.

## Paire de galaxies
La petite galaxie au sud-est de NGC 1082 est SDSSJ024542.50-081059.0 (NGC 1082-2 sur SEDS). NGC 1082-2 est à peu près à la même distance de nous que NGC 1082. Il est donc fort probable que ces deux galaxies forment un couple en interaction gravitationnelle.